# Mark van der Laan (korfbalcoach)
Mark van der Laan (Zaandam, 16 november 1987) is een Nederlands voormalig topkorfballer en huidige korfbalcoach. Van der Laan is de zoon van topkorfbalster Rini van der Laan, de enige vrouw in korfballend Nederland die 5 keer gekozen werd tot Korfbalster van het Jaar. Zijn vader, Wim van der Laan was ook korfballer op het hoogste niveau en tevens erevoorzitter van Blauw-Wit.

## Speler
Van der Laan begon op vijfjarige leeftijd met korfbal.
Van der Laan speelde negen seizoenen in de hoogste Nederlandse korfbalcompetitie, de Korfbal League. Al deze seizoenen speelde hij voor het Amsterdamse AKC Blauw-Wit.
Hij debuteerde in 2008-2009 in de Korfbal League, op 21-jarige leeftijd. Hij speelde in dit seizoen slechts één wedstrijd en kwam tot twee goals. Dit seizoen bleek een grote uitdaging voor Blauw-Wit, want het eindigde op de negende plaats in de league waardoor het play-downs moest spelen om degradatie te voorkomen. Blauw-Wit won met 24-23 van KVS en handhaafde zich hiermee op het hoogste niveau.
Van der Laan speelde van 2008 t/m 2017 in de selectie van Blauw-Wit, maar was voornamelijk speler van het tweede team, met uitzondering van seizoen 2012-2013. In dit seizoen speelde hij namelijk de meeste KL wedstrijden in één seizoen, namelijk alle 22. Blauw-Wit haalde dit jaar de play-offs om nipt te verliezen van PKC, waardoor het de kleine finale in Ahoy speelde. In deze kleine finale won Blauw-Wit wel met 29-20 van streekgenoot Koog Zaandijk waardoor het uiteindelijk derde van Nederland werd. 
In dit zelfde seizoen, 2012-2013 stond Blauw-Wit in de Ereklasse veldcompetitie wel in de grote finale. In deze wedstrijd werd met 25-22 gewonnen van PKC, waardoor het kampioen van Nederland was.
In zijn laatste seizoen in de selectie haalde Blauw-Wit de Korfbal League finale. Blauw-Wit verloor deze eindstrijd van TOP met 22-18. Later dit seizoen stond Blauw-Wit ook in de veldfinale. In deze wedstrijd won Blauw-Wit met 22-12 van LDODK, waardoor Van der Laan afscheid nam als korfballer op het hoogste niveau met de veldtitel.

## Erelijst als speler
- Nederlands kampioen veldkorfbal, 2x (2013, 2017)
- Supercup veld kampioen, 1x (2013)

## Coach
Na zijn carrière als speler is Van der Laan coach geworden. Hij werd eerst coach van AKC Blauw-Wit 2, maar sinds 2019 is Van der Laan 1 van de hoofdcoaches van de ploeg.
In zijn eerste seizoen als hoofdcoach, seizoen 2019-2020 was Van der Laan samen met Gerald Aukes hoofdcoach van de ploeg. In dit seizoen , dat door corona geplaagd werd, deed Blauw-Wit het niet fantastisch. Na 17 speelrondes stond het op een 8e plaats. Hiermee stevende Blauw-Wit af op een degradatieplek, ware het niet dat dit seizoen niet werd uitgespeeld.
In seizoen 2020-2021 was de competitie-opzet van de Korfbal League iets anders dan normal (vanwege corona). Na 10 speelrondes eindigde Blauw-Wit op de 3e plek in Poule A. Hierdoor plaatste de ploeg zich voor de play-offs. Blauw-Wit trof in de play-offs TOP en verloor in de best-of-3 serie in 2 wedstrijden. Hierdoor strandde het seizoen voor Blauw-Wit in de eerste ronde van de play-offs.
In seizoen 2021-2022 begon Blauw-Wit in de eerste competitiefase in Poule A. Na 10 wedstrijden had de ploeg 10 punten. Hierdoor moest Blauw-Wit de competitie vervolgen in de zogenoemde degradatiepoule.
Uiteindelijk behaalde Blauw-Wit al 2 speelrondes voor het eind de veilige zone waardoor degradatie voorkomen was.
In seizoen 2022-2023 beleefde Blauw-Wit een lastig seizoen. Zo stopte mede hoofdcoach Van Brenk gedurende het seizoen en moest de ploeg ook nog uitkijken voor play-downs. Uiteindelijk haalde de ploeg 13 punten uit 18 wedstrijden en stond het op plek 8. Dit betekende dat de ploeg play-downs had voorkomen en zichzelf had gehandhaafd.
Seizoen 2023-2024 was voor Blauw-Wit een seizoen van de middenmoot. Een paar clubs waren versterkt het seizoen begonnen, maar bij Blauw-Wit waren er weinig veranderingen. Wel was een nieuwe co-hoofdcoach gestart, namelijk Barry Schep. In het seizoen deed de ploeg het prima; het handhaafde zich direct door na 18 speelrondes op de 6e plek te eindigen.